# Kinrooi

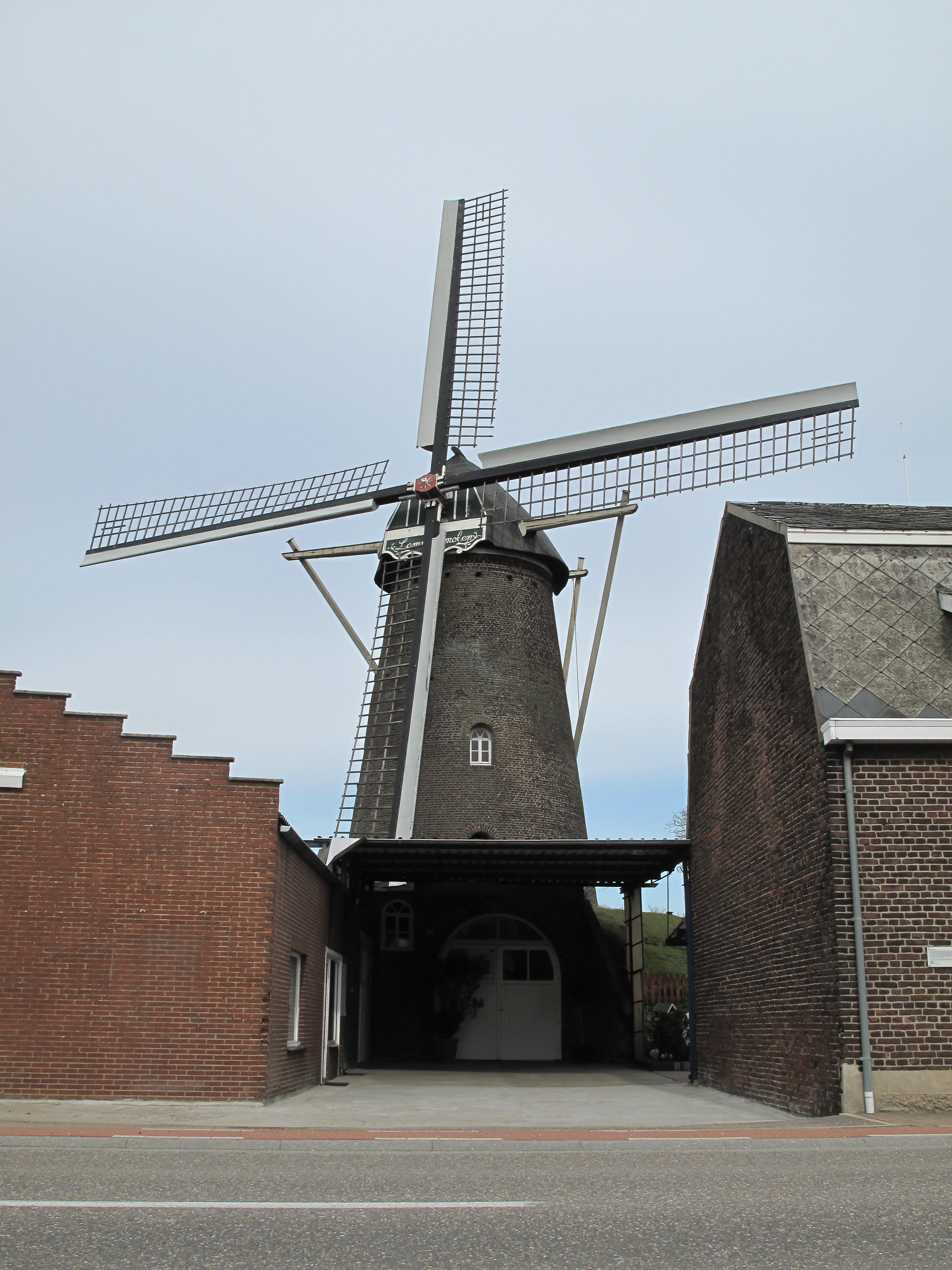
Kinrooi, Mühle

Kinrooi (Limburgisch: Kinder) ist eine belgische Gemeinde in der Region Flandern mit 12.406 Einwohnern (Stand 1. Januar 2024). Sie liegt im äußersten Nordosten des Landes am linken Ufer der Maas und grenzt unmittelbar an die Niederlande. Die Gemeinde besteht aus dem Hauptort sowie aus den Ortsteilen Kessenich, Molenbeersel und Ophoven (Belgien).

## Geographische Lage
Maaseik liegt fünf Kilometer südlich, die niederländischen Städte Maastricht 30 Kilometer südlich, Eindhoven 36 Kilometer nördlich, Venlo etwa 30 Kilometer nordöstlich und die belgische Hauptstadt Brüssel etwa 100 Kilometer südwestlich.

## Verkehr
Die nächsten Autobahnabfahrten befinden sich bei Roosteren und Grathem an der niederländischen Autobahn A2/E 25.
In Weert, Roermond, Sittard und Genk befinden sich die nächsten Regionalbahnhöfe.
Die Flughäfen von Eindhoven und Maastricht Aachen Airport sind die nächsten Regionalflughäfen, und der Flughafen Brüssel National nahe der Hauptstadt Brüssel ist ein internationaler Flughafen.

## Veranstaltungen
Im Jahr 2009 war Kinrooi Gastgeber des 16. Europaschützenfestes, einer Veranstaltung der Europäischen Gemeinschaft Historischer Schützen.

## Söhne und Töchter
- Martin-Hubert Rutten (1841–1927), von 1901 bis 1927 Bischof von Lüttich
- Henri Van Oostayen (1906–1945), Ordensgeistlicher und Märtyrer
- André Creemers (1907–1971), Ordensgeistlicher, Bischof von Bondo